# Kanton Coucouron
Kanton Coucouron (fr. Canton de Coucouron) je francouzský kanton v departementu Ardèche v regionu Rhône-Alpes. Skládá se z osmi obcí.

## Obce kantonu
- Coucouron
- Issanlas
- Issarlès
- Le Lac-d'Issarlès
- Lachapelle-Graillouse
- Lanarce
- Lavillatte
- Lespéron